# An Afternoon in the Garden
| Recensione | Giudizio |
| ---------- | -------- |
| AllMusic   | [ 1 ]    |

An Afternoon in the Garden è un disco in formato compact disc contenente un concerto di Elvis Presley tenutosi al Madison Square Garden il 10 giugno 1972, pubblicato postumo dalla RCA Records nel 1997 (n. catal. 67457-2). L'8 marzo 2018 l'album è stato certificato disco d'oro dalla RIAA.

## Descrizione
Durante il fine settimana tra il 9 e l'11 giugno 1972, Elvis Presley tenne il suo primo vero concerto a New York; infatti, vi si era già esibito in televisione negli anni cinquanta e aveva registrato negli studi della città, ma non si era mai esibito in un concerto a pagamento. Furono tenuti quattro spettacoli in totale: tre nelle serate di venerdì, sabato, e domenica, e un'esibizione nel pomeriggio del sabato. I tecnici della RCA Records registrarono i due show del sabato, otto tracce furono pubblicate nell'album Elvis: As Recorded at Madison Square Garden, mentre lo spettacolo pomeridiano rimase inedito negli archivi della RCA fino al venticinquesimo anniversario del concerto, quando la RCA decise di pubblicare l'esibizione in formato CD.
Il brano I Can't Stop Loving You era l'unica traccia già pubblicata in precedenza nel 1977 sul disco Welcome to My World, mentre Reconsider Baby e I'll Remember You erano state inserite nel cofanetto antologico Walk a Mile in My Shoes: The Essential 70s Masters.

## Tracce
1. Introduction: Also Sprach Zarathustra (Tema da 2001: Odissea nello spazio) – 1:19
2. That's All Right – 2:21 (Arthur Crudup)
3. Proud Mary – 2:45 (John Fogerty)
4. Never Been to Spain – 3:35 (Hoyt Axton)
5. You Don't Have to Say You Love Me – 2:07 (Vicki Wickham, Simon Napier-Bell, Pino Donaggio, Vito Pallavicini)
6. Until It's Time for You to Go – 2:32 (Buffy Sainte-Marie)
7. You've Lost That Lovin' Feelin' – 4:22 (Barry Mann, Cynthia Weil, Phil Spector)
8. Polk Salad Annie – 3:10 (Ivory Joe Hunter)
9. Love Me – 1:40 (Jerry Leiber e Mike Stoller)
10. All Shook Up – 1:11 (Otis Blackwell ed Elvis Presley)
11. Heartbreak Hotel – 1:45 (Mae Axton, Tommy Durden, Elvis Presley)
12. (Let Me Be Your) Teddy Bear/Don't Be Cruel – 1:56 (Kal Mann e Bernie Lowe)/(Otis Blackwell ed Elvis Presley)
13. Love Me Tender – 1:39 (Vera Matson ed Elvis Presley)
14. Blue Suede Shoes – 1:07 (Carl Perkins)
15. Reconsider Baby – 2:42 (Lowell Fulsom)
16. Hound Dog – 2:06 (Jerry Leiber e Mike Stoller)
17. I'll Remember You – 2:30 (Kui Lee)
18. Suspicious Minds – 4:46 (Mark James)
19. Band introductions by Elvis – 1:26
20. For the Good Times – 3:09 (Kris Kristofferson)
21. An American Trilogy – 4:41 (Mickey Newbury)
22. Funny How Time Slips Away – 2:50 (Willie Nelson)
23. I Can't Stop Loving You – 2:21 (Don Gibson)
24. Can't Help Falling in Love – 2:14 (Luigi Creatore, Hugo Peretti, George David Weiss)

## Formazione
- Elvis Presley – voce e chitarra
- James Burton – chitarra
- John Wilkinson – chitarra
- Charlie Hodge – chitarra, cori, acqua, sciarpe
- Glen Hardin – pianoforte
- Jerry Scheff – basso
- Ronnie Tutt – batteria
- J.D. Sumner & The Stamps – cori
- Kathy Westmoreland – cori
- The Sweet Inspirations – cori
- Joe Guercio – direttore d'orchestra
- The Joe Manning Orchestra